# 維斯塔礁 (佛羅里達州)
維斯塔礁（英語：Key Vista）是位於美國佛羅里達州帕斯科縣的一個人口普查指定地區。

## 地理
維斯塔礁的座標為28°11′41″N 82°46′13″W / 28.19472°N 82.77028°W，而該地最高點為海拔高度3米（即10英尺）。

## 人口
根據2010年美國人口普查的數據，維斯塔礁的面積為1.96平方千米，當中陸地面積為1.96平方千米，而水域面積為0.00平方千米。當地共有人口1757人，而人口密度為每平方千米896人。